# انس التائبین
انس التائبین کتابی از احمد جام نامقی است.

## تصحیح
تصحیح این کتاب در سال ۱۳۶۸ منتشر و در مراسم کتاب سال جمهوری اسلامی ایران به‌عنوان کتاب برگزیده معرفی شد.